# Ryōko Sekiguchi

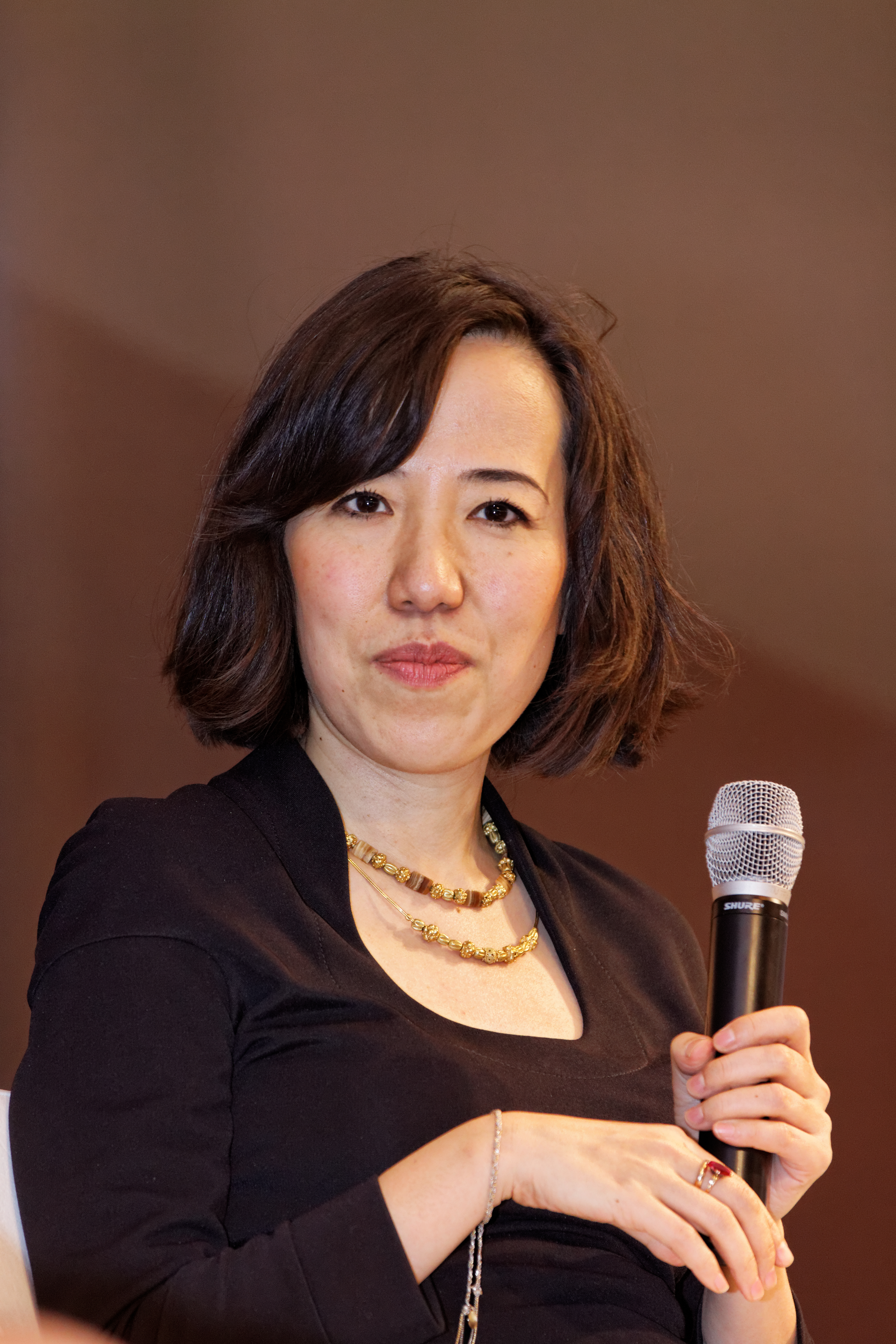
Ryōko Sekiguchi, 2012

Ryōko Sekiguchi (jap. 関口 涼子, Sekiguchi Ryōko; Schriftstellerpseudonym: Natsu Yōko (ナツヨウコ); * 21. Dezember 1970 in Tokio) ist eine japanische Dichterin, Kunsthistorikerin und Übersetzerin.

## Leben
Sie studierte an der Universität Tokio. Nach ihrem Abschluss in Vergleichender Literatur- und Kulturwissenschaft ging sie nach Paris und studierte an der Sorbonne Kunstgeschichte. Sie publiziert ihre Bücher in Französisch und Japanisch. 1989 wurde sie mit dem Lyrikpreis Gendaishi Techōshō (現代詩手帖賞) ausgezeichnet. Sie arbeitet in verschiedenen Institutionen wie dem Institut national des langues et civilisations orientales (INALCO).
Sie hat unter anderem Gōzo Yoshimatsu (吉松剛造), Yōko Tawada und das 2006 mit dem Noma-Literaturpreis ausgezeichnete Werk Ichijitsu yume no satsu (一日 夢の柵) von Kuroi Senji ins Französische und die französischen Schriftsteller Jean Echenoz, Atiq Rahimi, Anne Portugal und Pierre Alfer ins Japanische übersetzt.

## Werke (Auswahl)
- 1993 Cassiopée Péca (カシオペア・ペカ)
- 1996 [Com] position
- 2000 Hakkouseï S´Diapositive
- 2001 Calque
- 2005 Héliotropes
- 2005 Deux marchés
- 2007 Adagio ma non troppo, Le Bleu du ciel
- 2012 Manger fantôme
- 2012 L'astringent
- 2011 Ce n'est pas un hasard, Chronique japonaise
- 2018 Nagori - La nostalgie de la saison qui vient de nous quitter (dt. 2020 Nagori - Die Sehnsucht nach der von uns gegangenen Jahreszeit)